# Планета мавп (фільм, 1968)
«Планета мавп» (англ. Planet of the Apes) — американський науково-фантастичний художній фільм Франкліна Шеффнера за однойменним романом П'єра Буля.

## Сюжет

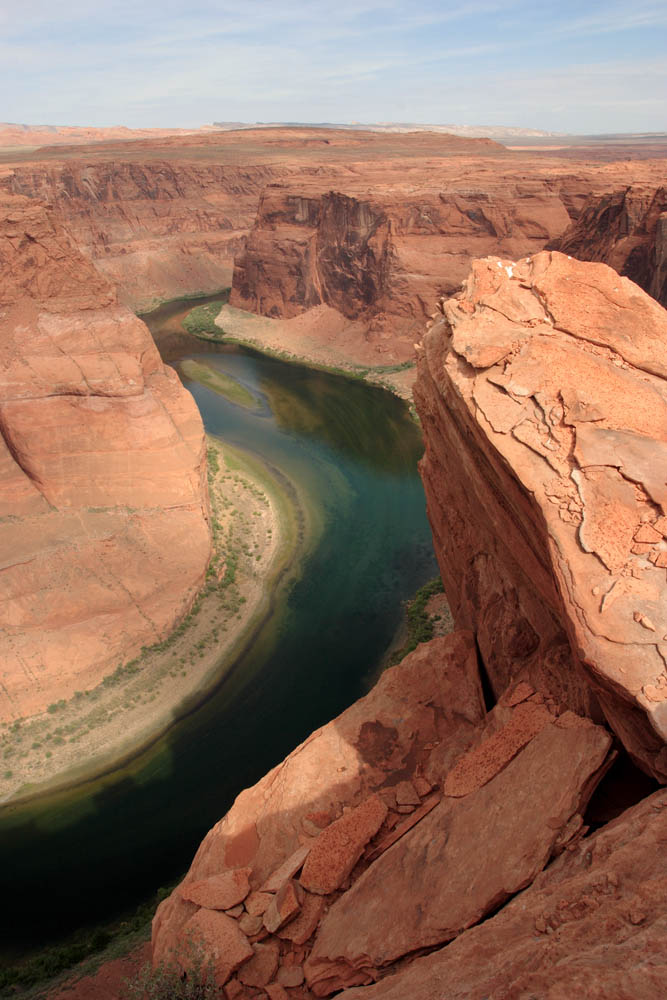
Подорож космонавтів від їхнього потонулого корабля була знята вздовж річки Колорадо в Глен Каньйоні.

Космічний корабель, відправлений із Землі до однієї з зірок сузір'я Оріона зі швидкістю, близькою до швидкості світла, здійснює посадку на невідомій планеті. Члени екіпажу на чолі з командиром Тейлором відправляються на пошуки життя і незабаром знаходять групу диких людей. Але розібратися що до чого вони не встигають. Раптово з'являються розумні, одягнені й озброєні мавпи, які ловлять людей як диких тварин. Космонавта Доджа вбивають. У Тейлора, одного з тих що вижили, пошкоджено голосові зв'язки, через що він на деякий час втрачає можливість говорити. Разом з іншими дикими людьми він потрапляє в дослідну лабораторію до доктора-шимпанзе Зіре. Незабаром вона, виявивши, що Тейлор значно розумніший місцевих людей, починає симпатизувати розумній людині, а пізніше допомагає йому втекти на волю. Але на волі Тейлора чекає дуже сумне відкриття: виявляється що планета мавп — Земля через дві тисячі років.

## Ролі
| Актор           | Роль               |
| --------------- | ------------------ |
| Чарлтон Гестон  | Джордж Тейлор      |
| Родді Макдовелл | Корнеліус          |
| Кім Хантер      | Зіра               |
| Джеймс Вітмор   | президент Асамблеї |
| Моріс Еванс     | доктор Зейус       |
| Джеймс Дейлі    | доктор Гоноріус    |
| Лінда Гаррісон  | Нова               |
| Роберт Ґаннер   | Лендон             |
| Лу Ваґнер       | Лусіус             |
| Джефф Бертон    | Додж               |

## Нагороди та номінації
- 1969 — 2 номінації на премію «Оскар»: за найкращі костюми (Мортон Хаак) і за найкращу музику (Джеррі Голдсміт)
- 1969 — премія «Honorary Award» за грим (Джон Чемберс) від Американської академії кіномистецтва

## Цікаві факти
- Фінал фільму істотно відрізняється від кінцівки роману — в першоджерелі головний герой повертається на Землю, але виявляє, що вона теж під контролем мавп. В кінці фільму він, побачивши залишки Статуї Свободи, усвідомлює що «планета мавп» і є Земля (що наводить на думку про можливість знищення людської цивілізації в суїцидальній ядерній війні, а не внаслідок повстання мавп як про це йдеться в продовженнях фільму).
- Доктор-шимпанзе Зіра називала Тейлора (героя Чарлтон Хестон) «Яснооким» (англ. Bright Eyes) до тих пір, поки йому не вилікували голосові зв'язки. В фільмі-перезапуску «Повстання планети мавп» так звуть самку шимпанзе, яка є матір'ю Цезаря. Також ім'я «Корнеліус» є кличкою однією з шимпанзе. До того ж імена героїв Додж і Лендон використовуються для охоронця зі служби з контролю над тваринами, якого звуть Додж Лендон.

## Фото

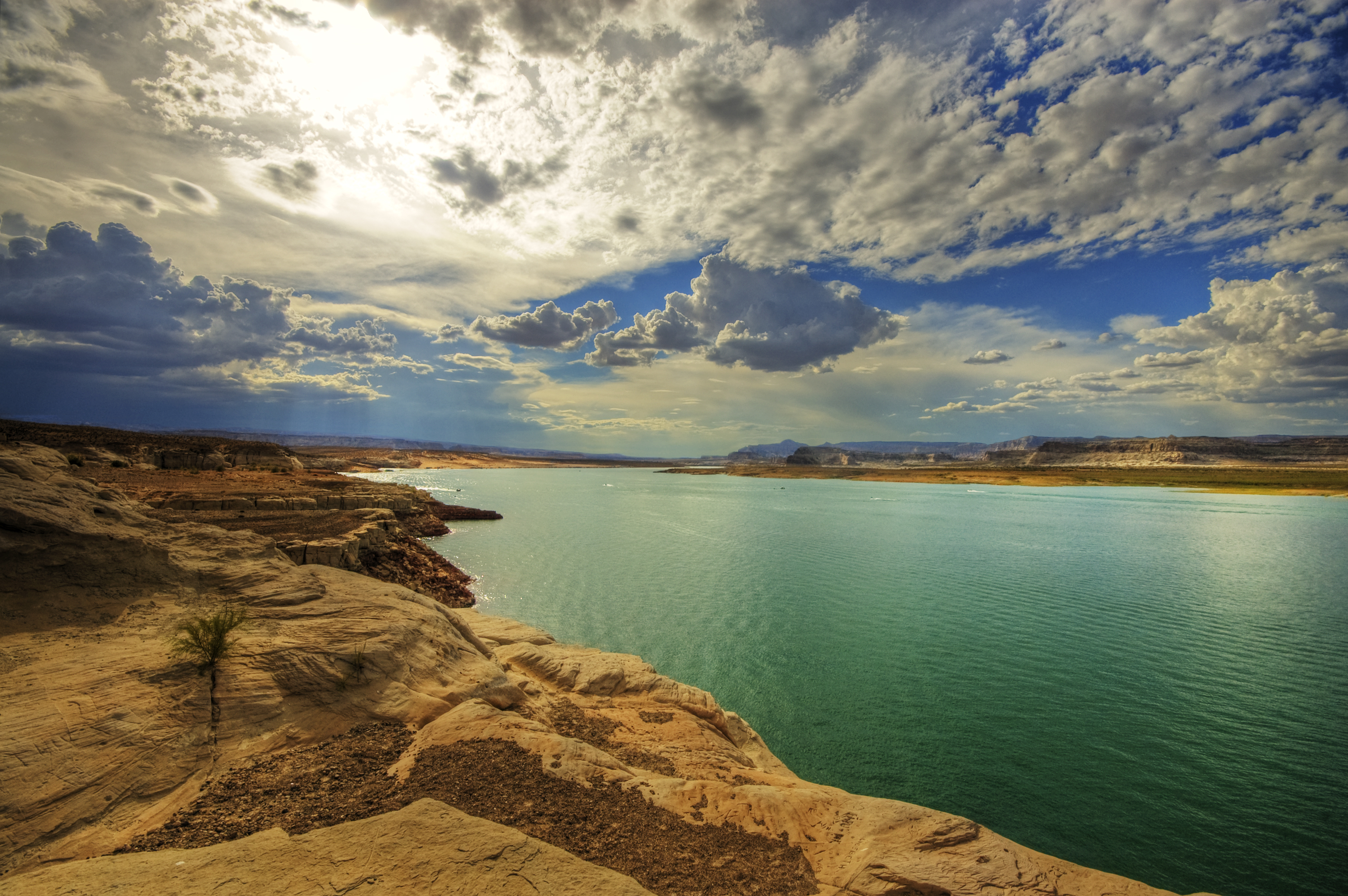
Крах корабля космонавтів, пізніше названого Ікар, було частково знято в і навколо водосховища Пауел.
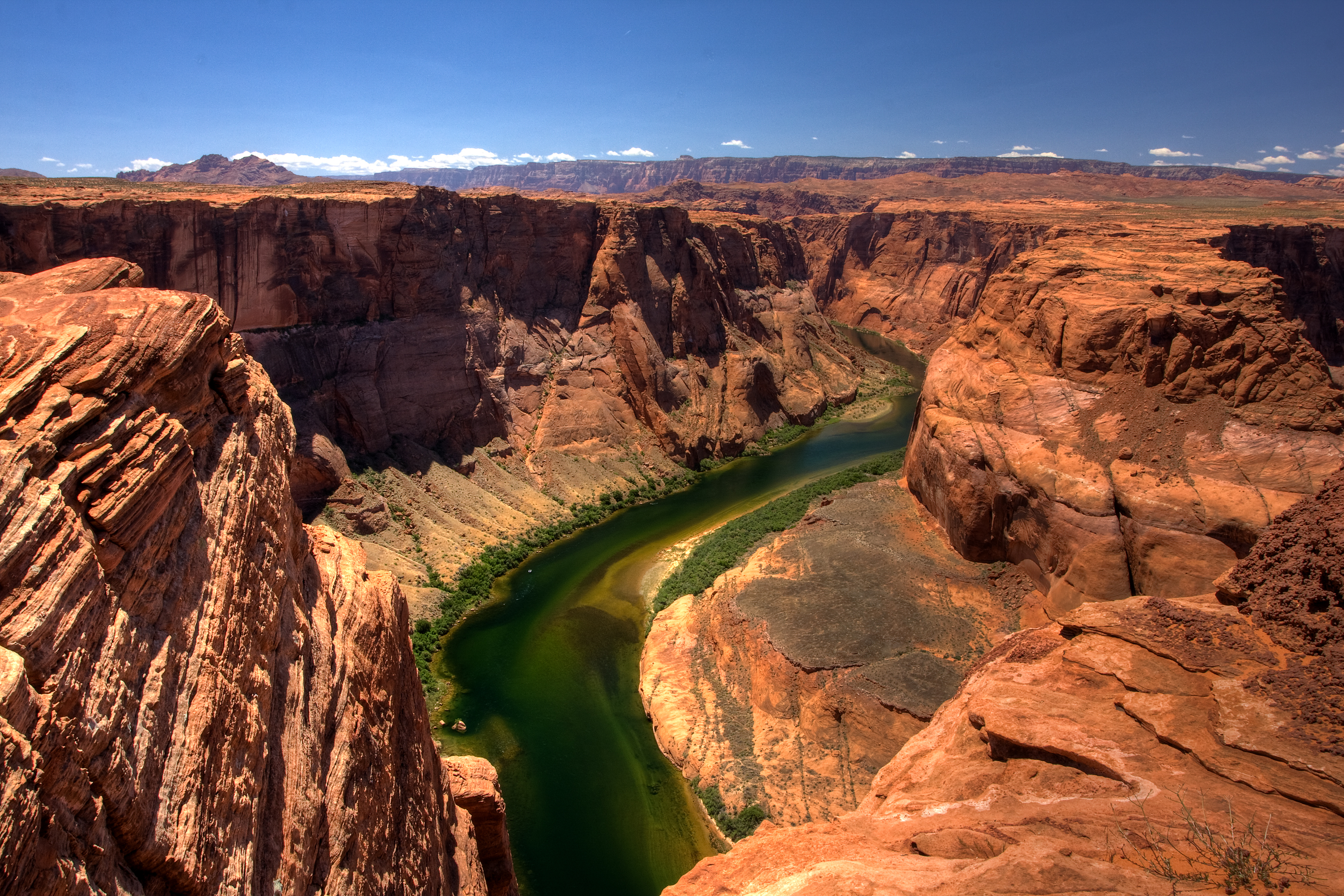
Підкова (Колорадо) на річці Колорадо недалеко від Пейджу був частиною забороненої зони, через яку Тейлор, Зіра і Корнелій втекли з міста мавп.
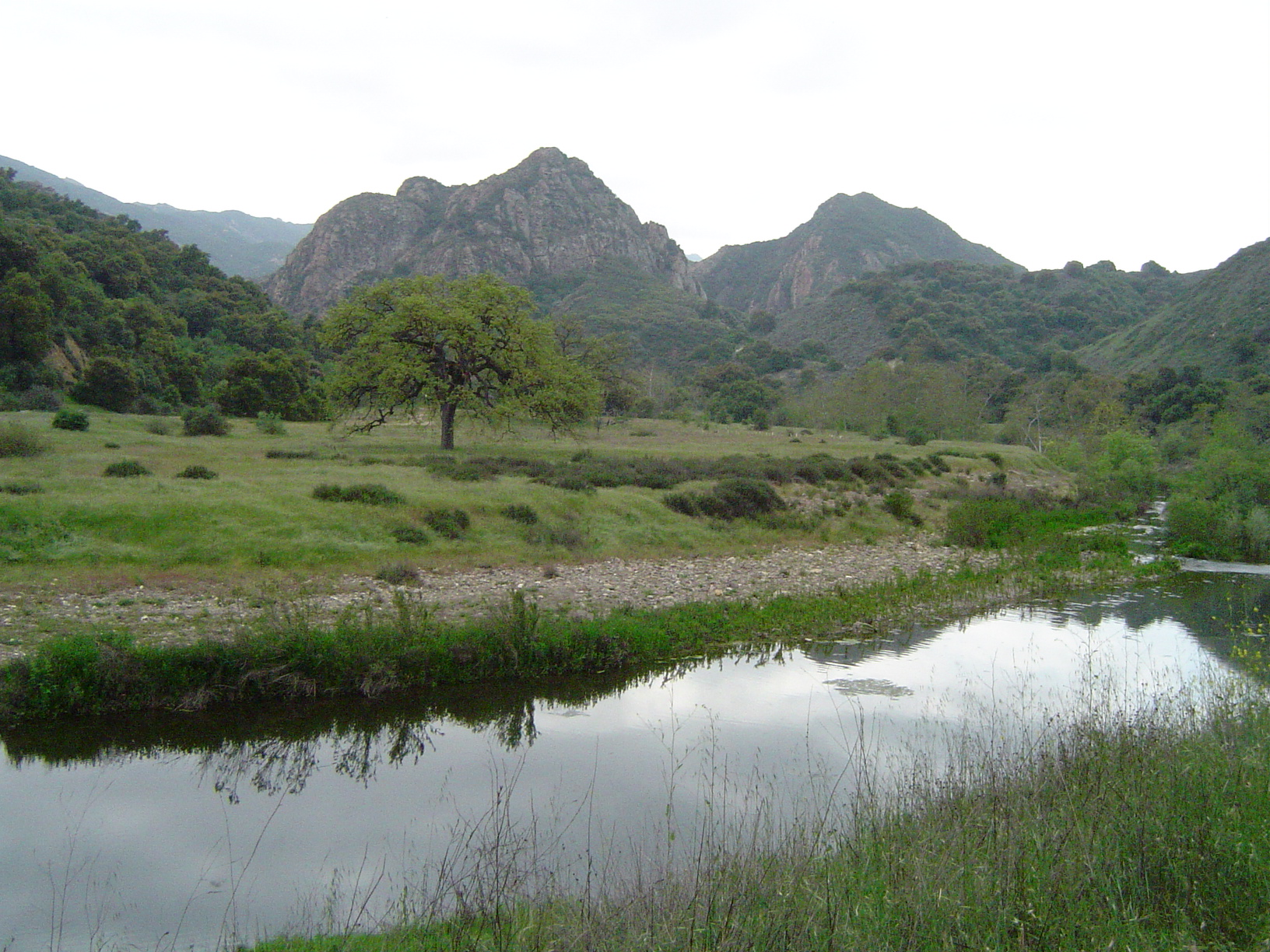
Malibu Creek State Park, раніше був 20th Century Fox Movie Ranch. Це місце першої зустрічі космонавтів з примітивними людьми і мавпами, Корнелієм, Зірою і Тейлором, згодом тут знімалася втеча з міста мавп.
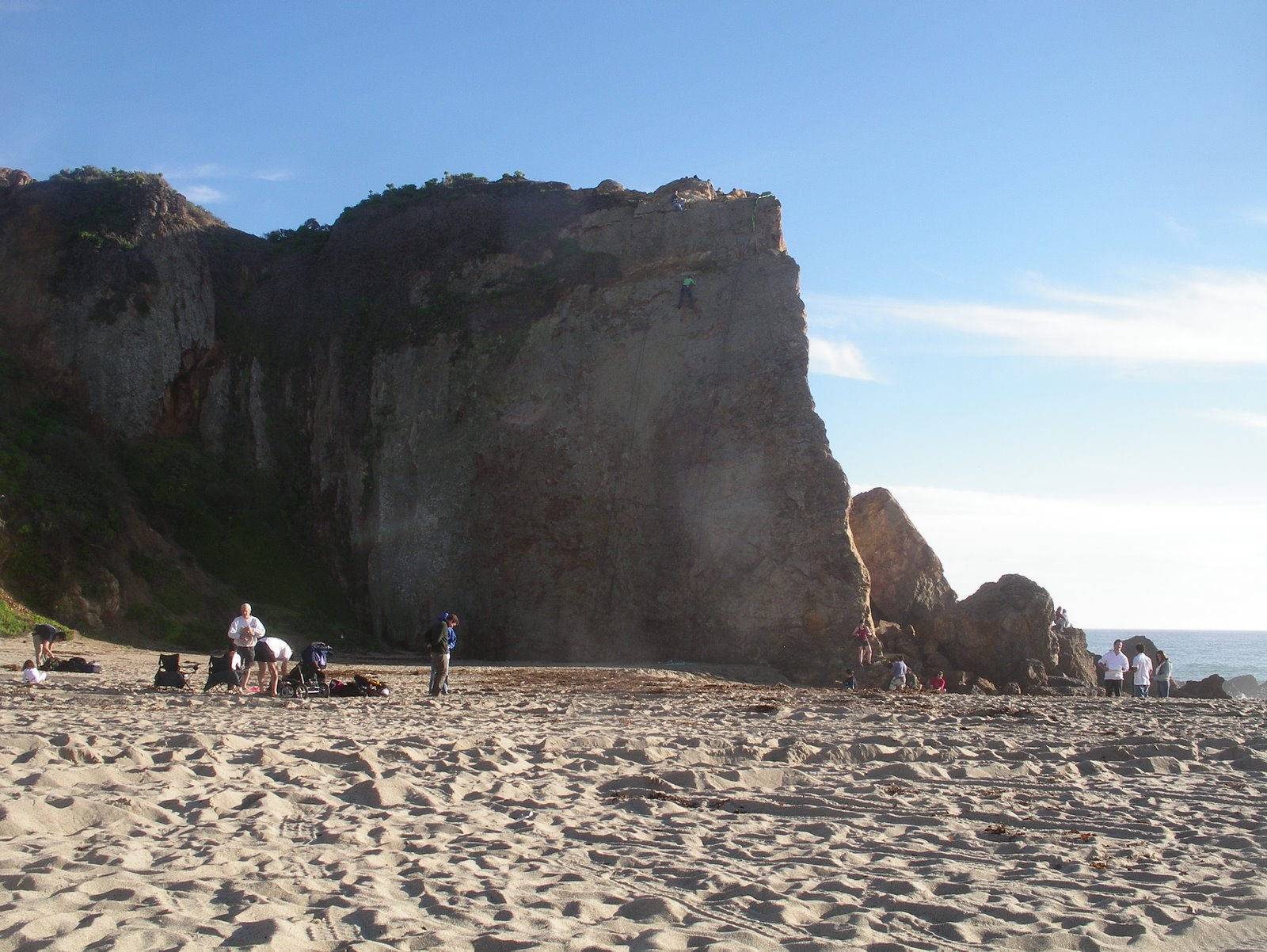
Фінальна сцена була знята на крапці Дюме (Point Dume) на західному пляжі узбережжя Малібу.